# Набіксімолс
Набіксімолс (торгова марка «Сатівекс» (Sativex)) — пероральний спрей, розроблений британською компанією GW Pharmaceuticals для полегшення болю і спазмів, пов'язаних з розсіяним склерозом. Відрізняється від інших препаратів, що містять медичний канабіс, тим, що тетрагідроканабінол (ТГК) та канабідіол (КБД), що входять до його складу, не синтетичні ізомери (як Марінол або Набілон), а натурального походження. Доктор Вільям Ноткут, один з головних дослідників, які розробили препарат, заявив, що вивчення розсіяного склерозу як хвороби «було тісно пов'язане з політикою».

## Опис
Даний лікарський препарат стандартизований по композиції, формулі та дозі (для порівняння: до складу конопель входить лише приблизна кількості активних компонентів, часто відрізняються від сорту до сорту). Його основні активні компоненти — канабіноїди: ТГК і КБД. Продукт призначений для перорального прийому (спрей). У кожній дозі (одне натискання) міститься рівно 2,7 мг ТГК і 2,5 КБД.
Схвалено Міністерством охорони здоров'я Канади. Є першим в світі медикаментом, що має в складі натуральні компоненти конопель. Він також доступний у Великій Британії як неліцензований медикамент, що імпортується з Канади, щоб задовольнити потреби окремих пацієнтів і в Каталонії (Іспанія), де близько 600 осіб страждають від розсіяного склерозу.

## Поширення
У грудні 2005 року, GW та іспанська фармацевтична компанія Almirall оголосили ексклюзивний контракт про поширення препарату в Європі. У Великій Британії та Канаді, компанія Bayer HealthCare є ексклюзивним дистриб'ютором цього медикаменту.
На початку 2006 року препарат отримав дозвіл від FDA на початок третьої фази випробувань, але 22 березня 2007 року випробування були закриті.
У клінічних випробуваннях препарат показав себе досить толерантним.
Для порівняння: дронабінол (комерційна назва — «Марінол»), синтетичний ізомер ТГК.

## Правовий статус
7 квітня 2021 р. Кабінет Міністрів України опублікував постанову № 324 «Про внесення змін до переліку наркотичних засобів, психотропних речовин і прекурсорів». З квітня 2021 року в Україні у формі лікарських засобів та за приписом лікаря дозволено використовувати, окрім Дронабінолу, ще Набілон та Набіксімолс.